# Nordra Høgeskjeret
Nordra Høgeskjeret ou Høgøyskjeret, est une île dans le landskap Sunnhordland du comté de Vestland. Elle appartient administrativement à Øygarden.

## Géographie
Rocheuse et désertique, elle s'étend sur environ 122 m de longueur pour une largeur approximative de 76 m. 